# 井川町大佐古
井川町大佐古（いかわちょうおおさこ）は、徳島県三好市の町名。郵便番号は779-4801。

## 地理
三好市の北東部に位置。西は井川町片山・井川町向坂、南は井川町井内東、東は井川町炭焼・井川町野山、北は井川町才長谷とそれぞれ接する。

## 歴史
- 2006年（平成18年）3月1日 - 三好郡井川町が三野町・池田町・山城町・東祖谷山村・西祖谷山村と合併して三好市が発足し、現在の町名となる。

## 世帯数と人口
2021年（令和3年）11月30日現在の世帯数と人口は以下の通りである。
| 町丁         | 世帯数 | 人口 |
| ------------ | ------ | ---- |
| 井川町大佐古 | 20世帯 | 38人 |

## 施設
- 三好市役所井川支所養護老人ホーム敬寿荘

## 交通

### 鉄道
- 最寄駅はJR土讃線の辻駅。

### 道路
国道
- 国道192号